# Mysłaków (gromada)
Mysłaków – dawna gromada, czyli najmniejsza jednostka podziału terytorialnego Polskiej Rzeczypospolitej Ludowej w latach 1954–1972.
Gromady, z gromadzkimi radami narodowymi (GRN) jako organami władzy najniższego stopnia na wsi, funkcjonowały od reformy reorganizującej administrację wiejską przeprowadzonej jesienią 1954 do momentu ich zniesienia z dniem 1 stycznia 1973, tym samym wypierając organizację gminną w latach 1954–1972.
Gromadę Mysłaków siedzibą GRN w Mysłakowie utworzono – jako jedną z 8759 gromad na obszarze Polski – w powiecie łowickim w woj. łódzkim, na mocy uchwały nr 33/54 WRN w Łodzi z dnia 4 października 1954. W skład jednostki weszły obszary dotychczasowych gromad Arkadia i Mysłaków ze zniesionej gminy Nieborów oraz obszar dotychczasowej gromady Zielkowice ze zniesionej gminy Kompina w tymże powiecie. Dla gromady ustalono 21 członków gromadzkiej rady narodowej.
Gromadę zniesiono 31 grudnia 1959, a jej obszar włączono do nowo utworzonej gromady Arkadia.